# Federació Croata de Futbol
La Federació Croata de Futbol (en croat: Hrvatski Nogometni Savez, HNS) dirigeix el futbol a Croàcia.
És l'encarregada d'organitzar la Lliga croata de futbol (Prva HNL, Druga HNL, Treća HNL), la Copa croata de futbol i la Selecció de futbol de Croàcia. Té la seu a Zagreb. Originàriament s'afilià a la FIFA el 17 de juliol de 1941, durant la curta vida de l'Estat Independent de Croàcia que durà fins a acabar la Segona Guerra Mundial. Es tornà a afiliar amb la nova independència als anys 90.